# Raul Kelecom
Raul Kelecom était un footballeur belge.

## Jeux olympiques
Kelecom participe aux Jeux olympiques de 1900 à Paris. Pour ces Jeux, avec la Fédération Athlétique Universitaire Belge (FAUB) représentant l'équipe de Belgique de football, il remporte une médaille de bronze, après une défaite face à l'équipe française le 23 septembre 1900.

## Palmarès
Belgique olympique
- Jeux olympiques :
  -  Bronze : Paris 1900.